# 545985 Galinaermolenko
545985 Galinaermolenko este o planetă minoră (asteroid) din centura de asteroizi. A fost descoperită pe 3 noiembrie 2011 la  de . 
Obiectul prezintă o orbită caracterizată de o semiaxă mare de 2,2295664316264 UAi, o excentricitate de 0,22082463613325, o înclinație de 4,8895757234171 ° în raport cu ecliptica.